# Русский ост-батальон «Шелонь»
667-й ост-батальон «Шелонь», нем. Ost-Bataillon 667 — коллаборационистское боевое соединение, созданное в 1942 году из военнопленных русских и участвовавшее в боевых действиях и карательных антипартизанских операциях на стороне Германии.

## Формирование
Подразделение было сформировано в 1942 году в районе железнодорожной станции Дно (ныне Псковская область, тогда в составе Новгородской области). Непосредственным местом дислокации батальона являлась деревня Скугры в 5 километрах от станции Дно. 

### Контингент подразделения
Контингентом для формирования подразделения выступили добровольцы, жители городов Порхов и Дно и советские военнопленные от 19 до 37 лет из Порховского концентрационного лагеря. В результате потерь подразделение пополнялось с помощью мобилизации, а также в результате перевода военнослужащих из других, расформированных ранее русских подразделений в составе Вермахта.

### Вооружение
На вооружении подразделения стояли винтовки, гранаты, станковые и ручные пулеметы советского и немецкого производства.

## Участие в боевых  действиях
Изначально батальон "Шелонь" планировалось создать как учебно-тренировочное подразделение Абвера по подготовке русских диверсантов с последующей заброской в советский тыл, однако ввиду большой активности партизан в тыловых районах Группы армий "Север" было решено переориентировать его на борьбу с партизанами. В итоге практически с момента своего формирования батальон применялся для антипартизанских и карательных операций в тылу 16-й армии Вермахта. С августа 1942 года непрерывно принимал участие в боях прротив партизан к юго-западу от озера Ильмень, в ходе которых личный состав батальона совершил многочисленные военные преступления против гражданского населения Белебелкинского, Волотовского, Солецкого и Поддорского районов Новгородской области, а также Дновского, Дедовичского и Пожеревицкого районов Псковской области, связанных с расстрелом мирных жителей и уничтожением деревень. Одной из самых печально известных и кровавых акций "Шелони" стал массовый расстрел жителей деревень Бычково и Починок Поддорского района на льду реки Полисть в начале 1943 г. Сами деревни были сожжены. В ноябре 1943 г. переброшен в город Скаген (Дания) на севере полуострова Ютландия, где охранял морские границы в составе 714-го гренадерского полка РОА в составе 416 пехотной дивизии. Зимой 1945 года переподчинён второй дивизии ВС КОНР. В конце войны распущен на территории Чехословакии. Батальон получил высокую оценку от командования Вермахта как «надёжное и боеспособное формирование, успешно выполняющее возложенные на него задачи».

## Командование
- Рисс Александр — бывший капитан РККА, арестованный в 1938 году в ходе сталинских репрессий. Однако уже в 1939 году восстановлен в армии и назначен командиром батальона 524 стрелкового полка РККА. В июле 1941 добровольно перешел на сторону немцев. За службу в Вермахте был награждён двумя Железными Крестами.
- Радченко Павел (Виктор Моисеенко) — бывший военнослужащий РККА, заместитель командира батальона, капитан вермахта. В 1945 году недолгое время до расформирования был командиром подразделения. Награждён Железным Крестом и наградами Российской освободительной армии. После войны эмигрировал в США[3].